# 南城駅
南城駅（ナムソンえき）は、大韓民国ソウル特別市銅雀区舎堂洞にある、ソウル交通公社7号線の駅。駅番号は(737)。

## 駅構造

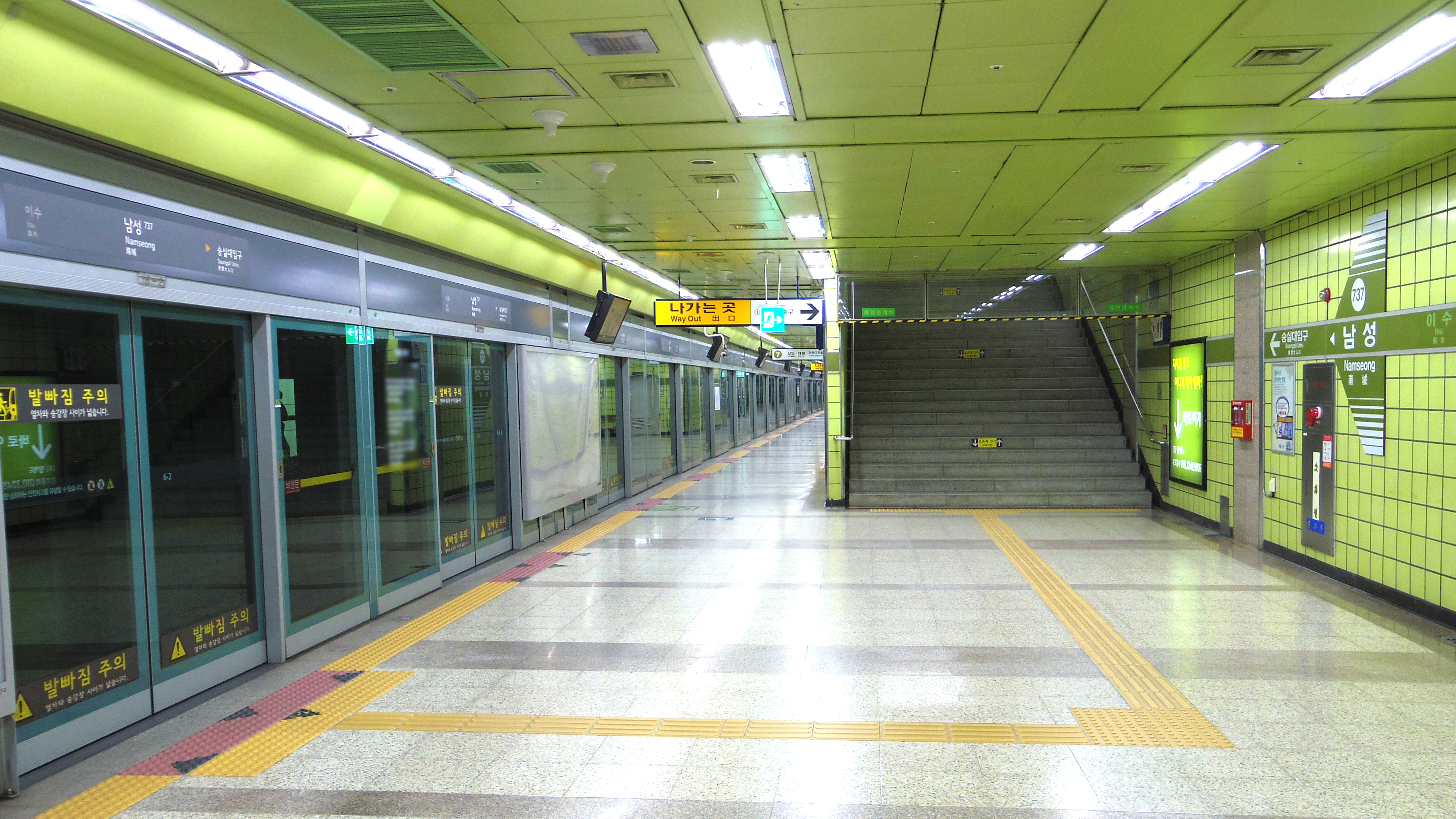
ホーム

相対式ホーム2面2線を有する地下駅で、フルスクリーンタイプのホームドアが設置されている。改札階に通じる階段はホーム1面につき2か所、エレベータは1基ずつある。
改札口は1か所あり、化粧室は改札内にある。出入口は1番から4番までの合計4か所ある。

### のりば
- 案内上ののりば番号は設定されていない。

| 上り | 7号線 | 高速ターミナル・建大入口・道峰山・長岩方面   |
| 下り | 7号線 | 大林・加山デジタル団地・光明サゴリ・温水方面 |

## 利用状況
近年の一日平均利用人員推移は下記のとおり。なお、2000年は開業日の8月1日から12月31日までの153日間の平均である。
| 路線  | 路線     | 2000年 | 2001年 | 2002年 | 2003年 | 2004年 | 2005年 | 2006年 | 2007年 | 2008年 | 2009年 | 出典  |
| ----- | -------- | ------ | ------ | ------ | ------ | ------ | ------ | ------ | ------ | ------ | ------ | ----- |
| 7号線 | 乗車人員 | 8,787  | 10,628 | 11,640 | 12,466 | 12,459 | 12,019 | 11,749 | 11,593 | 11,286 | 11,221 | [ 1 ] |
| 7号線 | 降車人員 | 8,174  | 9,749  | 10,599 | 11,425 | 11,374 | 10,919 | 10,612 | 10,514 | 10,319 | 10,229 | [ 1 ] |
| 7号線 | 乗降人員 | 16,961 | 20,377 | 22,239 | 23,890 | 23,833 | 22,938 | 22,361 | 22,107 | 21,606 | 21,450 | [ 1 ] |
| 路線  | 路線     | 2010年 | 2011年 | 2012年 | 2013年 | 2014年 | 2015年 |        |        |        |        | [ 1 ] |
| 7号線 | 乗車人員 | 11,661 | 11,697 | 11,838 | 11,981 | 11,955 | 11,792 |        |        |        |        | [ 1 ] |
| 7号線 | 降車人員 | 10,576 | 10,580 | 10,707 | 10,883 | 10,975 | 10,873 |        |        |        |        | [ 1 ] |
| 7号線 | 乗降人員 | 22,236 | 22,277 | 22,546 | 22,864 | 22,930 | 22,665 |        |        |        |        | [ 1 ] |

## 駅周辺
- 総神大学校
- 舎堂中学校
- ソウル南星初等学校
- ソウル新南星初等学校
- ソウル杏林初等学校
- 三一公園
- 舎堂3洞住民センター
- 舎堂5洞住民センター

## 歴史
- 2000年8月1日 - 開業。

## 隣の駅
ソウル交通公社
 7号線
梨水駅 (736) - 南城駅 (737) - 崇実大入口駅 (738)　